# Dvaita
Dvaita (Devanagari:द्बैत, Kannada:ದ್ವೈತ) é uma escola dualista de filosofia Vedanta: a palavra sânscrita “dvaita” significa “dual.”
Essa linha de filosofia vedanta foi estabelecida por Madhva-acarya no século XIII, em Udupi, sul da Índia.
Em contraste com a a escola advaita de Shankara, do século VIII, Madhva propõe a dualidade eterna entre o atma, e o Brahman, diferença esta tanto qualitativa quanto quantitativa. 
Enquanto a tradição advaita enfatiza a não diferença (abheda) entre o Brahman e o atma, especialmente em termos qualitativos (i.e., ambos são de natureza espiritual e transcendentais ao mundo fenomenal), Madhva sustenta a separação e distinção eterna entre ambas as entidades, ou bheda, um ponto delicado na tradição vedanta, que sempre foi advaita e que sempre teve abheda como princípio irrevogável. 
A filosofia dual de Madhva foi prontamente adotada por algumas seitas vaixnavas, que se sentiam incomodados diante da delicada situação de adorar um ser supremo que na verdade era idêntico a todas as outras coisas: Pois se não há dualidade entre o atma e o Brahman, adorar um burro é igual a adorar a um deus. 
Os conceitos filosóficos de Madhva são um tanto radicais, além da proposta quase que herética de dualismo aos olhos da filosofia Advaita Vedanta, ele também propôs a tese da condenação eterna, enfaticamente rejeitada pela maioria das escolas do hinduísmo. 
Muitas escolas hindus advogam o preceito do sahaja, ou caminho da liberação espiritual, como sendo o trajeto invariável do atma, após um longo samsara, ou ciclo de nascimentos e mortes o atma finalmente se emancipa deste mundo dual e temporal. Nessa questão não costuma haver dualismo, ou seja, o sentido da degradação vida após vida é impossível, já que o Brahman e o atma têm a mesma qualidade espiritual e se o atma se degrada, o Brahman também o faz, e isso é impossível, pois essa inferência nega o shruti que diz que o Brahman é perfeito e estável em todos os aspectos. 
Segundo as escolas de Vedanta o atma é moksha-yogiyco e não tama-yogiyco, isso é; o atma está preparado para a liberação e não para a escuridão eterna. Negar esse princípo é negar o próprio caráter ariano dos Vedas, já que ariano quer dizer progressivo.    
Com o dvaita-vada de Madhva o hinduísmo passou a poder contar com um aspecto filosófico bem mais próximo das religiões semíticas que adotam concepções duais entre a deidade e as almas individuais e são bastante rígidas na proposição de diferentes destinos para os piedosos e os pecadores. 